# Anna Trintcher
Anna Trintcher (en ukrainien : Анна Трінчер ; transcription anglaise : Anna Trincher), née le 28 août 2001 à Kiev, est chanteuse ukrainienne. Elle a représenté l'Ukraine pendant le Concours Eurovision de la chanson junior 2015 avec la chanson Pochny z sebe. Elle y remportera la finale nationale, le 22 août 2015. 

## Vie et carrière
Anna Trintcher est née le 28 août 2001 à Kiev, où elle vit encore aujourd'hui. À l'âge de neuf ans, elle commence à chanter et participe à divers concours, notamment à The Voice Kids (ukrainien Голос. Діти), au concours junior New Wave ainsi qu'à la finale nationale du Concours Eurovision de la chanson junior 2015. 
Plus tard, elle participe à la deuxième saison de The Voice Kids, où elle a chanté la chanson Let It Be au casting et a atteint le tour suivant, où elle perd contre Mihajlo Zar.  
En 2015, elle participe au concours junior New Wave et atteint la 11e place. La même année, elle tente à nouveau de représenter l’Ukraine au Concours Eurovision de la chanson junior, cette fois-ci avec la chanson Potschny s sebe et remporte, le 22 août, la finale nationale. Elle représente l'Ukraine le 21 novembre à Sofia, en Bulgarie, au Concours Eurovision de la chanson junior 2015, atteignant la 11e place avec 38 points. 

## Cinéma
Elle a participé à des films comme Spider-Man: New Generation : Penny Parker ; Krampus : Sarah dans le doublage des voix.

## Discographie

### Singles
- 2014 : Nebo znaye
- 2015 : Pochny z sebe